# Nemzeti Bajnokság I 1907-08
La Nemzeti Bajnokság I 1907-08 fue la séptima edición del Campeonato de Fútbol de Hungría. El campeón fue el MTK Budapest FC, que conquistó su segundo título de liga. El goleador fue Gyula Vangel, del Magyar AC. Se otorgaron dos puntos por victoria, uno por empate y ninguno por derrota.

## Tabla de posiciones
|   | Equipo          | PJ | PG | PE | PP | GF | GC | DG  | Pts | Notas   |
| - | --------------- | -- | -- | -- | -- | -- | -- | --- | --- | ------- |
| 1 | MTK             | 16 | 12 | 4  | 0  | 45 | 15 | +30 | 28  | Campeón |
| 2 | Ferencvárosi TC | 16 | 11 | 3  | 2  | 62 | 27 | +35 | 25  |         |
| 3 | Magyar AC       | 16 | 11 | 2  | 3  | 83 | 20 | +63 | 24  |         |
| 4 | Újpesti TE      | 16 | 8  | 2  | 6  | 20 | 27 | -7  | 18  |         |
| 5 | Törekvés SE     | 16 | 6  | 2  | 8  | 25 | 47 | -22 | 14  |         |
| 6 | Budapesti TC    | 16 | 5  | 3  | 8  | 48 | 27 | +21 | 13  |         |
| 7 | Fővárosi TC     | 16 | 4  | 2  | 10 | 26 | 48 | -22 | 10  |         |
| 8 | Budapesti AK    | 16 | 4  | 2  | 10 | 24 | 51 | -27 | 10  |         |
| 9 | Typographia SC  | 16 | 1  | 0  | 15 | 11 | 82 | -71 | 2   |         |

PJ = Partidos jugados; PG = Partidos ganados; PE = Partidos empatados; PP = Partidos perdidos; GF = Goles a favor; GC = Goles en contra; DG = Diferencia de gol; Pts = Puntos